# Arrow Lake (microprocessador)
Arrow Lake és el nom en clau dels processadors Core Ultra Series 2 dissenyats per Intel, llançats el 24 d'octubre de 2024. Segueix a Meteor Lake, que va veure que Intel es va passar del silici monolític a un disseny MCM desagregat. Meteor Lake es va limitar a una versió mòbil, mentre que Arrow Lake inclou processadors de deskop connectables i processadors mòbils convencionals i entusiastes. Els processadors mòbils Core Ultra 200H i 200HX seguiran a principis de 2025.

## Rerefons
La primera menció oficial d'Arrow Lake va arribar el 17 de febrer de 2022 a la reunió d'inversors d'Intel on es va confirmar que Arrow Lake seria el successor de Meteor Lake. Es va confirmar que Arrow Lake utilitzava una construcció desagregada i es fabricaria al node 20A d'Intel i als nodes externs.
El setembre de 2023, el conseller delegat d'Intel, Pat Gelsinger, va mostrar una oblia de 20A a l'esdeveniment d'Innovació d'Intel que contenia matrius de prova Arrow Lake, reiterant que els productes Arrow Lake estaven a l'horari previst. El 14 de desembre de 2023, Meteor Lake es va llançar amb factors de forma de 9 W i 15 W per a portàtils ultra prims.
Al CES del gener de 2024, Intel va declarar que Arrow Lake es llançaria per a ordinadors a la segona meitat de 2024. Intel va afirmar que Arrow Lake seria "el primer processador de jocs del món amb un accelerador d'IA " malgrat les APU d'escriptori Ryzen 8000G d'AMD, amb el nom en clau "Phoenix-G", amb un motor XDNA AI dedicat que es va llançar per primera vegada el gener de 2024. El 20 de maig de 2024, Intel va reafirmar que Arrow Lake estava en camí per a un llançament del quart trimestre de 2024 amb una actualització promesa a Computex durant les setmanes següents. El 4 de juny de 2024, Intel va compartir detalls sobre els nuclis P de Lion Cove i les arquitectures Skymont E-core que es comparteixen entre Arrow Lake i Lunar Lake.
Els processadors d'escriptori Arrow Lake-S es van anunciar el 10 d'octubre de 2024 amb una data de llançament el 24 d'octubre.

## Arquitectura
Arrow Lake és una arquitectura x86 bidireccional dissenyada per escalar des de factors de forma mòbil de 28 W fins a segments d'escriptori entusiastes de 125 W. La construcció arquitectònica darrere del llac Arrow manté molts dels elements directes del Meteor Lake. És un disseny MCM desagregat fabricat en diversos nodes de TSMC. Arrow Lake reutilitza les mateixes fitxes d'extensió de SoC i d'E/S de Meteor Lake alhora que afegeix una nova fitxa de càlcul i una fitxa gràfica més petita destinada a l'escriptori.
| Parts                                | Node             | Mida de la matriu |
| ------------------------------------ | ---------------- | ----------------- |
| Rajola de càlcul                     | TSMC N3B         | 114,5 mm 2        |
| Rajola gràfica                       | TSMC N5P         | ?                 |
| Rajola SoC                           | TSMC N6          | ?                 |
| Rajola d'extensió d'E/S              | TSMC N6          | ?                 |
| Rajola base interposadora de Foveros | Intel 16 (22FFL) | 300,9 mm 2        |

El disseny físic dels nuclis P i els nuclis E ha canviat a Arrow Lake amb un grup de quatre nuclis E situats entre dos nuclis P. En canvi, Alder Lake, Raptor Lake i Meteor Lake van col·locar tots els nuclis P junts en un grup i tots els nuclis E junts en un altre. L'avantatge de col·locar els nuclis E entre els nuclis P és que redueix la latència de nucli a nucli quan es mouen instruccions o dades entre els nuclis P i els nuclis E. L'enfocament anterior requeria que les dades recorressin una distància més llarga al llarg del bus d'anell entre els dos tipus de nucli.